# Лікар космічного корабля
«Лікар космічного корабля» (англ. Spaceship Medic) — роман американського письменника-фантаста Гаррі Гаррісона, написана в 1970 році.
Під час польоту космічного корабля майже весь екіпаж гине. Корабельному медику та лейтенанту Дональду Чейзу доводиться взяти на себе керівництво польотом і покладатися на винахідливість і товаришів.

## Сюжет
Ракетний омнібус «Йоганн Кеплер» здійснює переліт з місячної станції на Марс за дев'яносто два дні. На тридцятий день польоту в ніс корабля врізався метеорит. Метеорит пройшов крізь головну рубку, вісімнадцять приміщень і застряг у вантажному відсіку. В результаті катастрофи загинули капітан корабля і практично всі офіцери, що були присутні на загальних зборах, а також шістнадцять пасажирів. Були зруйновані радіостанція і велика частина цистерн з водою. З живих з офіцерського складу залишились тільки корабельний медик лейтенант Дональд Чейз і головний інженер Гольц. За згодою капітаном корабля стає лейтенант Дональд Чейз до тієї хвилини, поки на борт не ступить старший за званням офіцер.
Чейзу допомагає старшина Курікка, який знайомий з технічними аспектами; мексиканський учений доктор Угальде, пасажир, чий математичний геній дозволяє керувати кораблем; та різні інші. Спершу Чейз вирішує дефіцит повітря, добувши кисень із води. Щойно ситуація стабілізувалася, пасажир, генерал Метью Бріггс, який критикував методи Чейза, скидає його силою за сприяння Угальде. Однак виявляється, що Угальде лише вдавав, що зрадив Чейза, і Бріггса перемагає та ув’язненє Курікка.
Жителі корабля починають хворіти на смертельну чуму, занесену метеоритом, але Чейз і його колеги-медики врешті знаходять ліки, хоча Чейзу стає зле від хвороби та виснаження. Одужавши в лікарні після того, як корабель безпечно пришвартувався у пункті призначення, екіпаж дарує Чейзу капітанську шапку.

## Персонажі
- головстаршина Курікка — працював у бригаді монтажників, які збирали «Йоганна Кеплера» на навколоземній орбіті, потім перейшов на космічну службу і залишився на його борту.
- доктор Угальде — пасажир, залучений для вирішення проблем з корекцією курсу корабля, доктор університету Мехіко, один з найвідоміших математиків Землі.
- відставний генерал Метью Бріггс — баламут і бунтівник.